# Васильев, Алексей Александрович (1907)
Алексей Александрович Васильев (30 сентября 1907, Самарканд — 25 марта 1975, Кишинёв) — советский художник-реалист, заслуженный деятель искусств Молдавской ССР.

## Биография
Родился в Самарканде в семье учителя, в 1912 году с семьёй переехал в Пишпек. С 1918 года Алексей Васильев обучался живописи в Пишпеке в студии профессионального художника В. В. Образцова, а в 1926/1927 году переехал в Москву. С 1927 года обучался в художественном училище «Памяти 1905 года» (МАХУ) у Е. Н. Якуба, а затем (с 1928 года) во ВХУТЕИНе у Фаворского и Герасимова. В 1927—1934 годах принимал участие в составлении «Технической энциклопедии» в 26-и томах под редакцией Л. К. Мартенса, автор статей по тематике «минеральные краски». В 1935 году окончил аспирантуру при Государственной Третьяковской галерее под руководством Фёдорова-Давыдова, в которую поступил после окончания ВХУТЕИНа в 1932 году.
После окончания аспирантуры Алексей Васильев, которому не исполнилось и 30, был направлен в Киргизию, первым директором только что созданной картинной галереи города Фрунзе (совр. Бишкек), города, где прошло его детство. В дальнейшем участвовал в организации музейной работы в ряде городов Сибири, в частности, Хабаровске и Анадыре. В 1941 году командирован в недавно присоединённую по пакту Риббентропа — Молотова часть Молдавской ССР, но уже скоро, перед лицом немецкого наступления, должен был её покинуть. После освобождения Молдавии, вернулся в регион одним из первых, непосредственно следом за наступающей армией, и на первом, организационном съезде, был избран председателем Союза Советских Художников Молдавии.
В последующие годы А. А. Васильев руководил практически всей художественной работой в Молдавской ССР, возглавлял не только республиканский Союз Художников, но и (в 1961—1966 годах) Кишинёвское художественное училище имени И. Е. Репина, ездил в официальные художественные командировки в Китай и в Крым.
В 1967 году Васильев становится персональным пенсионером, а спустя два года выходит монография И. Шведова, посвящённая его творчеству. Вторую биографическую книгу о нём издала в 1979 году дочь художника, Наталия Алексеевна Васильева.
Со своей стороны, сам А. А. Васильев являлся автором монографии о своём коллеге, художнике-реалисте И. Ф. Титове.
Художник Васильев скончался в Кишинёве в 1975 году.

## Творчество
Как художник, А. А. Васильев работал в реалистической манере. Автор большого количества выполненных с натуры пейзажей и жанровых сцен, в которых чувствуется некоторое влияние его учителя, А. М. Герасимова. Работы Васильева хранятся в коллекциях многих крупных музеев постсоветских стран, но больше всего их в Национальном музее изобразительного искусства Республики Молдавия в Кишинёве и в Приднестровском государственном художественном музее. В 2018 году в Кишинёве издали художественный альбом, посвящённый творчеству А. А. Васильева.

## Книги А. А. Васильева
- О творчестве художника и репродукции с его произведений: А. А. Васильев. Иван Филиппович Титов. — М.: Советский художник, 1955. — 80 с. — 5000 экз..